# مدرسه علیه

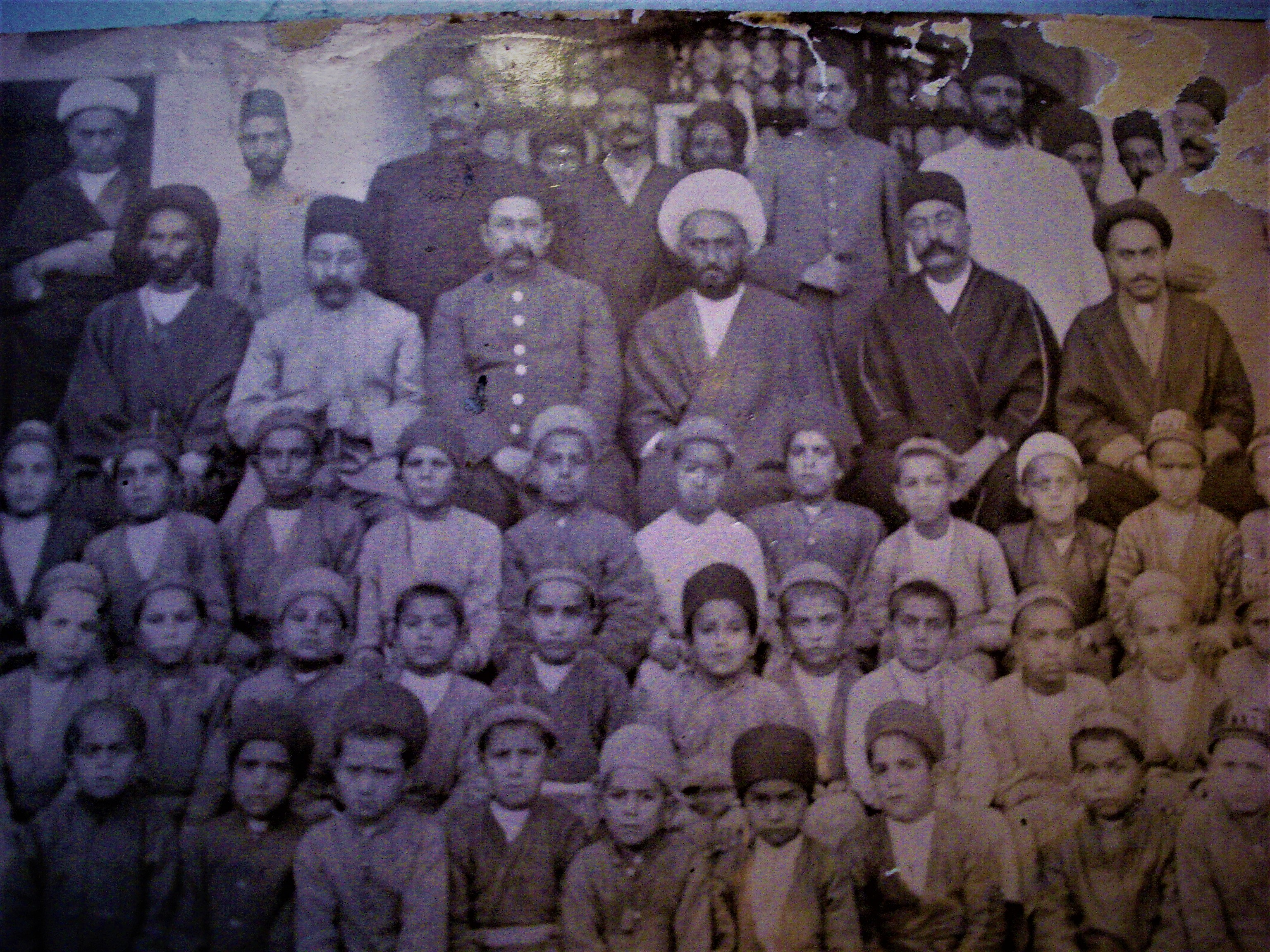
اعضای انجمن مدرستین علیه و ایتام در اصفهان ۱۲۸۶ ه ش

مدرسه علیه و ایتام جزو اولین مدارس نوین و بزرگترین مدرسه دوران مشروطیت در اصفهان بود که توسط مردان آزادی خواه اصفهان در ۳۱ شهریور ۱۲۸۶ (۱۵ شعبان ۱۳۲۵) تاسیس شد

## تاریخچه
جمعی ازبزرگان اصفهان شامل :حاج آقا نورالله نجفی، بزرگان لشکری،کشوری و بازاری و با تلاش سید محمد علی مازندرانی (معین الاسلام) مدرسه ایتام را در ربیع‌الاول ۱۳۲۵ ه ق درمحله ی شمس آباد و در خانه ی حاجی میرزا مهدی الماسی برای ۲۵ شاگرد بی بضاعت تاسیس کردند که ضمن سرپرستی اطفال یتیم انها را تعلیم میدادند و لوازم تحصیل و تدریس و لباس مجانی در اختیار انها قرار می دادند.
مجمع مؤسس مدرسه ی ایتام با تلاش میرزا اقا خان مصفی (محاسب الدوله) دست به تاسیس مدرسه دیگری ، مدرسه علیه، در نزدیکی بازارچه رحیم خان (محل فعلی مدرسه) زدند که بزرگترین مدرسه ی مشروطیت دراصفهان بود.
در روز جشن افتتاح مدرسه علیه در روز پانزدهم شعبان ۱۳۲۵ ه .ق ،حاج آقا نوراللّه ، برای تضمین ماندگاری مدرسه و جلوگیری از تعطیلی آن، مدیریت مدارس علیّه و ایتام را ادغام و انجمن مدرسه ایتام را در رأس هر دو قرار داد. بدینجهت خانه ای که در جوار مدرسه علیّه بود خریداری می کنند و مدرسه ایتام را از شمس آباد به آنجا منتقل کرد و سمت مدیریت مدرسه علیّه را نیز به معین الاسلام واگذار می گردد .  مدرسه ها از ان به بعد بنام مدرستین علیه و ایتام نامیده شدند و بتدریج به مدرسه علیه تغییر نام داد.
مرحوم محاسب الدوله در سال 1316 فوت کرد و پس از آن پسر وی اسدالله مصفی تا سال 1322 ریاست دبیرستان را بر عهده داشت. پس از آن تا سال 1355 امتیاز دبیرستان و دبستان مزبور را دکتر کاظم میرعمادی استاد بیوفیزیک دانشکده پزشکی اصفهان بر عهده داشت.[1]

## اعضای انجمن مدرستین علیه و ایتام
این مجمع ۱۴ نفره شامل:  
- آیت اللّه حاج آقا نوراللّه
- میرزا علی اکبر شیخ الاسلام
- حاجی محمدحسین صاحب تاجر کازرونی
- محمد جعفر میرزا بصیر الممالک
- محمدرضا میرزا رئیس پست خانه
- محاسب الدوله
- میرزا عبداللّه خان امیرپنجه
- میرزا مسیح خان ناظم الاطباء
- میرزا فضل اللّه خان
- میرزا احمدخان امیرپنجه
- میرزا رضاخان نائینی
- آقای صدرالمحدثین
- حاج محمدحسن بنکدار - مدیر مدرسه مبارکه
- معین الاسلام (عضو انجمن و مدیر مدرستین)

## علوم تحصیلی در مدرسه
علومی که دراین مدرسه تدریس می شد،به قرار زیراست:
مقدمات ریاضی و بعضی مؤخرات مفیده،حساب،معرفت جدول، هندسه،جبرو مقابله، هیأت،جغرافیا،مثلثات مستقیم الخط،نقشه کشی، مساحی، فارسی، عربی، زبان انگلیسی، زبان فرانسه ، اصول علم طب (فیزیک،شیمی، تشریح ، پاتولژی) پیاده نظام (مشق پا،مشق تفنگ)
علوم دینیه از اصول دین و فروع دین ازقبیل جامع عباسی و شرایع وغیر

## دانش آموختگان
عبدالله ریاضی
اسدالله بیژن

## یادبود و بزرگداشت
بمناسبت یکصدمین سال تاسسیس مدرسه، با ابتکار و پیگیری سازمان آموزش وپرورش اصفهان، کتاب یادمان نکوداشت یکصدومین سال تأسیس مدرسه علیه توسط سعید صدری گردآوری وتدوین و در سال ۱۳۸۴ به چاپ رسید